# 鄭民悅
鄭民悅（16世紀—16世紀），號肖泉，北直隸順天府涿州房山縣人，明朝政治人物。

## 生平
鄭民悅是隆慶元年（1567年）丁卯科順天鄉試第一百三名舉人，萬曆十一年（1583年）授壽陽知縣，十七年（1589年）調閿鄉知縣，有治理才能，有清謹名聲，陞應州知州，調睢州知州，陞歸德同知，調汝寧同知，均有聲譽，辭官告歸後在房山城東建築別墅，以詩酒自娛，寫下著作多佚失，去世後入祀閿鄉名宦祠。

## 引用
1. 1 2  民國《房山縣志·卷六》：鄭民悅，明人，字□□，別號肖泉，博學能文，舉隆慶丁卯年鄉薦，初任山西壽陽縣尹，改授河南閿鄉，升應州牧，再調睢州，遷歸德二守，繼遷汝寧，歷任卓有政聲，吿歸林泉築別墅于城東北隅，詩酒娛志樂以卒歲，所著別集多遺失今僅存一二。
2. ↑  光緒《閿鄉縣志·卷三·職官》：縣令……明……鄭民悅 直隸房山舉人，萬曆十七年任，敏達有治才，以清謹聞，陞歸德府同知，祀名宦。